# Charles Dyer
Charles Raymond Dyer (* 17. Juli 1928 in Shrewsbury, Shropshire; † 23. Januar 2021) war ein britischer Dramatiker, Drehbuchautor und Schauspieler. Sein bekanntestes Stück Unter der Treppe (Staircase) wurde von Dyer auch als Roman veröffentlicht; für die Verfilmung mit Rex Harrison und Richard Burton in den Hauptrollen schrieb er zudem das Drehbuch.

## Leben
Charles Dyer wurde 1928 als Sohn des Schauspielers James Sidney in England geboren. Nachdem er von 1943 an für vier Jahre als Flugnavigator bei der Royal Air Force gedient hatte, begann er seine künstlerische Karriere als Schauspieler. Sein Theaterdebüt hatte er als Lord Harpenden in dem Stück While the Sun Shines von Terence Rattigan im New Theatre in Crewe 1947. In den Jahren 1948 bis 1960 ging er mit verschiedenen Theatertruppen immer wieder auf Tourneen durch ganz Großbritannien. In dem satirischen Antikriegsfilm Wie ich den Krieg gewann von Richard Lester trat er in einer Nebenrolle auf. Bereits früh schrieb Charles Dyer Drehbücher und Romane und inszenierte sowohl Theater- als auch Film- und Fernsehproduktionen.
Sein erstes Theaterstück Clubs Are Sometimes Trumps wurde 1948 uraufgeführt. Während Charles Dyers zeitige Stücke oft satirisch und experimentell waren, wandte er sich in späteren Werken der Einsamkeit des Individuums zu. Mit dem 1962 am Garrick Theatre in London uraufgeführten Psychogramm Die Rassel, in dem ein 14-jähriger Jugendlicher erste sexuelle Erfahrungen mit einer Prostituierten macht, hatte Charles Dyer seinen ersten Erfolg als Dramatiker. 
Sein 13. Theaterstück wurde zu Charles Dyers internationalem Durchbruch. Unter der Treppe aus dem Jahr 1966 ist ein zweiaktiger Dialog eines altgewordenen homosexuellen Pärchens. Charles „Charlie“ Dyer, ein erfolgloser Schauspieler, dessen Karrierehöhepunkt in einem Auftritt in einem Werbespot bestand und der ein Kind aus einer gescheiterten Ehe besitzt, hilft seinem Lebensgefährten Harry C. Leeds in dessen Frisörladen aus. Auch der Frisör Harry hat Probleme, da ihm über Nacht die Haare ausgefallen sind und er des Geschäftes wegen seine Glatze unter einem Turban verbirgt. 
Die Uraufführung des Stücks fand 1966 durch die Royal Shakespeare Company mit Patrick Magee und Paul Scofield in den Hauptrollen in London statt. In der deutschsprachigen Erstaufführung am Renaissance-Theater in Berlin unter der Regie von Harry Meyen übernahmen Will Quadflieg und Leonard Steckel die Rollen des Charlie und Harry. Wegen seines sexuellen Inhalts sorgte Unter der Treppe wie schon Die Rassel für einen Skandal und entging nur knapp größeren Eingriffen der britischen Zensur. „Das Verpönte, das sexuell Anstößige ist reif für den Boulevard, das Unappetitliche gehört zu dessen neuer Konfektion“, schrieb die Zeitschrift Theater heute anlässlich der deutschen Erstaufführung und Friedrich Luft stellte fest: „Hier kommt's ganz darauf an, wo einem die moralische Hutschnur sitzt und was einem unter oder über dieselbe geht. Für Pastorentöchter ist diese Ehekomödie nicht geschrieben.“
Unter der Treppe wurde in mehr als 20 Sprachen übersetzt und erschien 1969 als Roman. Im selben Jahr verfasste Charles Dyer auch das Drehbuch für die Verfilmung seines Werkes, das unter der Regie von Stanley Donen mit Rex Harrison und Richard Burton realisiert wurde und am 20. August 1969 in die Kinos kam. In den 1960er- und 1970er-Jahren galt Charles Dyer als einer der meistgespielten jüngeren englischen Dramatiker. Auch sein Stück Die Rassel wurde verfilmt. 
Charles Dyer war ab 1959 mit der Schauspielerin Fiona Thomson verheiratet und bekam mit ihr drei Söhne.

## Werke

### Theaterstücke
- 1948: Clubs Are Sometimes Trumps (als C. Raymond Dyer)
- 1951: Who on Earth! (als C. Raymond Dyer)
- 1953: The Turtle in the Soup (als C. Raymond Dyer)
- 1954: The Jovial Parasite
- 1955: Single Ticket to Mars
- 1956: Time, Murderer, Please
- 1956: Wanted – One Body!
- 1957: Poison in Jest
- 1959: Prelude to Fury (schrieb unter dem Pseudonym Charles Stretton auch die Musik)
- 1960: Red Cabbages and Kings (als R. Kraselchik, schrieb unter dem Pseudonym Charles Stretton die Musik)
- 1962: Die Rassel (Rattle of a Simple Man), 1964 als Roman veröffentlicht
- 1964: Gorillas Drink Milk (Adaption)
- 1966: Unter der Treppe (Staircase), 1969 als Roman unter dem Titel Unter der Treppe oder: Charlie erzählt Harry fast alles (Staircase; or Charlie Always Told Harry Almost Everything) veröffentlicht
- 1972: Mother Adam
- 1975: A Hot Godly Wind
- 1978: Loving Allelujah
- 1979: Roundabout
- 1980: Futility Rites
- 1983: Paarlauf (Lovers Dancing)

### Drehbücher
- 1958: Wanted – One Body! (BBC)
- 1964: Die Rassel (Rattle of a Simple Man)
- 1967: Insurance, Italian Style
- 1969: Unter der Treppe (Staircase)

## Filmografie
- 1948: Cup-tie Honeymoon
- 1949: Affairs of Adelaide / Britannia Mews / Forbidden Street
- 1952: The Pickwick Papers
- 1953: The Strange Case of Blondie
- 1962: Die Einsamkeit des Langstreckenläufers (Loneliness of the Long Distance Runner)
- 1962: Auch die Kleinen wollen nach oben (The Mouse on the Moon)
- 1964: Die Rassel (Rattle of a Simple Man)
- 1965: Der gewisse Kniff (The Knack … and How to Get It)
- 1967: Wie ich den Krieg gewann (How I Won the War)